# 沙沙貴神社
沙沙貴神社（ささきじんじゃ）は、滋賀県近江八幡市安土町常楽寺にある神社。式内社で、旧社格は県社。

## 概要

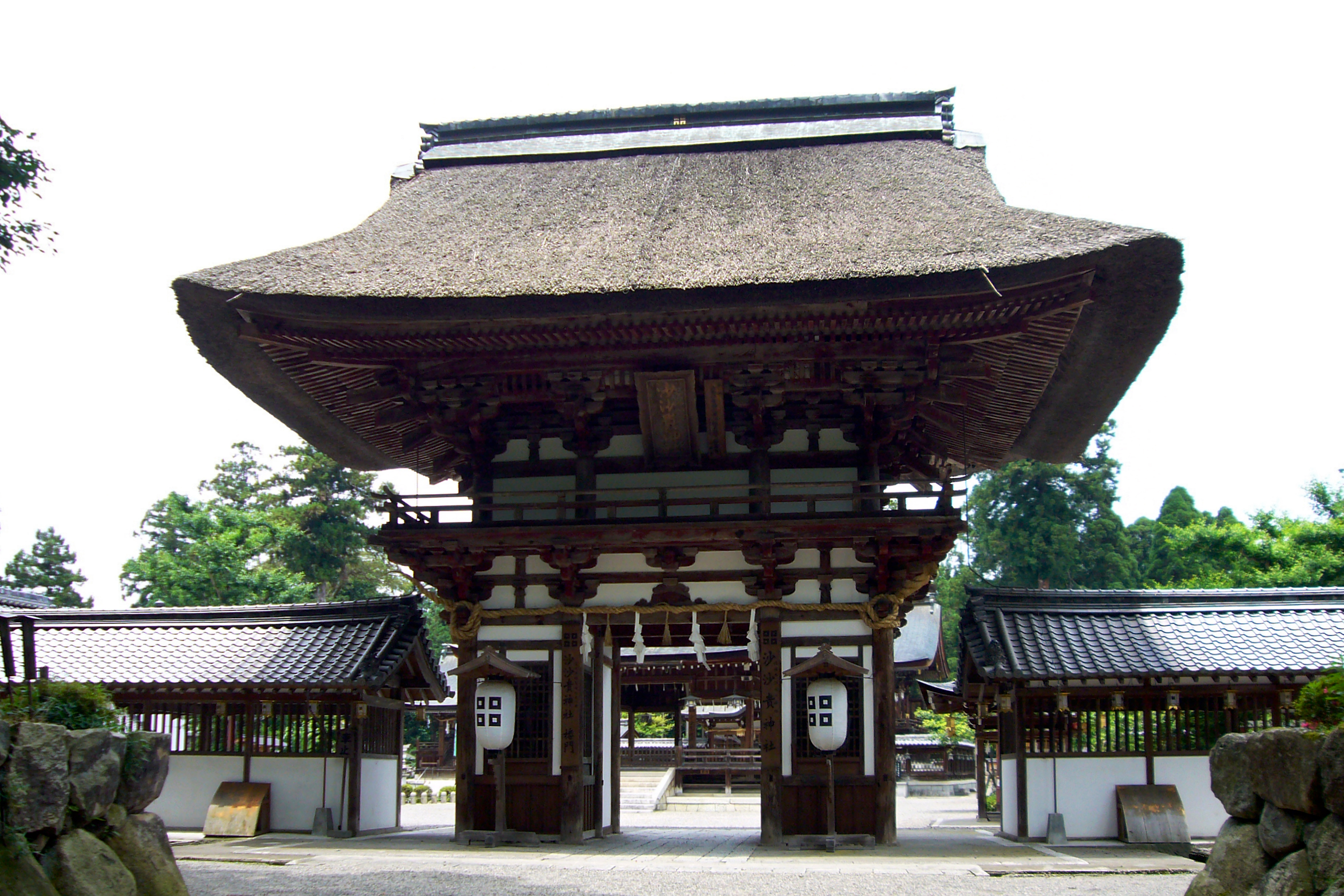
楼門

少彦名命を含めて計四座五柱の神々を祀り、「佐佐木大明神」と総称する。近江源氏の氏神であり、佐々木姓発祥地に鎮座する。

## 歴史
神代に少彦名神が小豆に似た豆のサヤである「ササゲ」の船に乗って海を渡り、当地に降り立ったという。このことからこの地は「ササキ」と呼ばれるようになり、その地に少彦名神を祀ったことが当社の始まりであるという。古代に沙沙貴山君が大彦命を合わせて祀り、景行天皇が志賀高穴穂宮への遷都に際して大規模な社殿を造営させたと伝わる。
平安時代には近江国蒲生郡の式内社となっている。
宇多源氏の源成頼がこの地に土着するようになると、孫の佐々木経方が佐々木氏と称するようになった。そして、もともとこの地に住んでいた沙沙貴山君の子孫である沙沙貴氏と次第に融合していくと、沙沙貴氏の氏神であった沙沙貴神社に宇多源氏の祖である敦実親王とその父・宇多天皇を新たに合祀し、自らの氏神とした。以降当社は宇多源氏とも近江源氏とも呼ばれる佐々木氏の氏神とされ、子々孫々が篤く崇敬するようになった。
戦国時代、この地を治めていた佐々木氏の嫡流・六角氏は織田信長によって放逐され、当地は信長の支配下に入った。後には信長の居城である安土城が付近に築城されたが、当社は破却を免れて維持されている。
江戸時代の天保年間（1831年 - 1845年）に火災によって社殿が焼失するが、弘化5年（1848年）に丸亀藩主京極高朗により本殿、権殿、拝殿、楼門などが再建された。その際、水原源四郎俊勇が棟梁となって平安時代、鎌倉時代の様式で再建が行われている。それらの建物はいづれも滋賀県指定有形文化財となっている。
明治時代になると、当社は県社に列せられている。
婆沙羅大名の佐々木道誉、信長に徹底して反抗した六角義賢、当社を再建した京極高朗の他、日露戦争での203高地の戦いで有名な乃木希典も佐々木一族である。現在も宇多源氏佐々木氏は、六角氏、京極氏、朽木氏、黒田氏、三井家など220余姓の末裔の篤い信仰を集めている。
2018年9月の台風21号により本殿などが破損したが2020年5月に修復が終わった。ももいろクローバーZに佐々木姓のメンバーがいることからかねてよりファンの間で聖地とされており、ファンにより修復費のうち4000万円が寄付された。
2020年6月に伐採作業中の男性が倒れた木の下敷きになって死亡する事故があった。

## 祭神
- 佐佐木大明神 - 以下の神を総称していう。
  - 少彦名命 - 祖神・産土神。
  - 大彦命（大毘古神） - 沙沙貴山君の祖神で四道将軍の一人。
  - 仁徳天皇（大鷦鷯尊） - 沙沙貴にゆかりある祭神。
  - 宇多天皇・敦実親王 - 宇多源氏佐々木氏の祖神。

## 境内

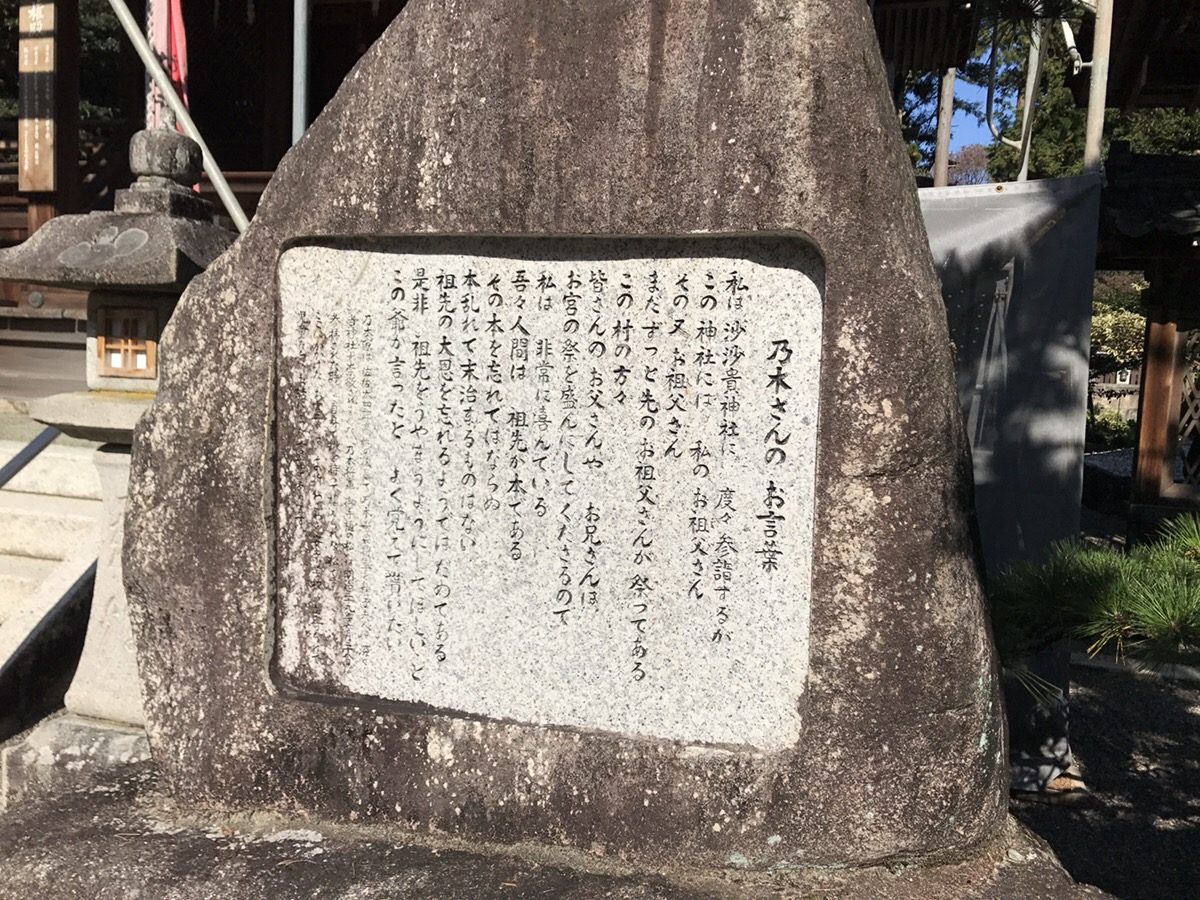
乃木将軍の言葉

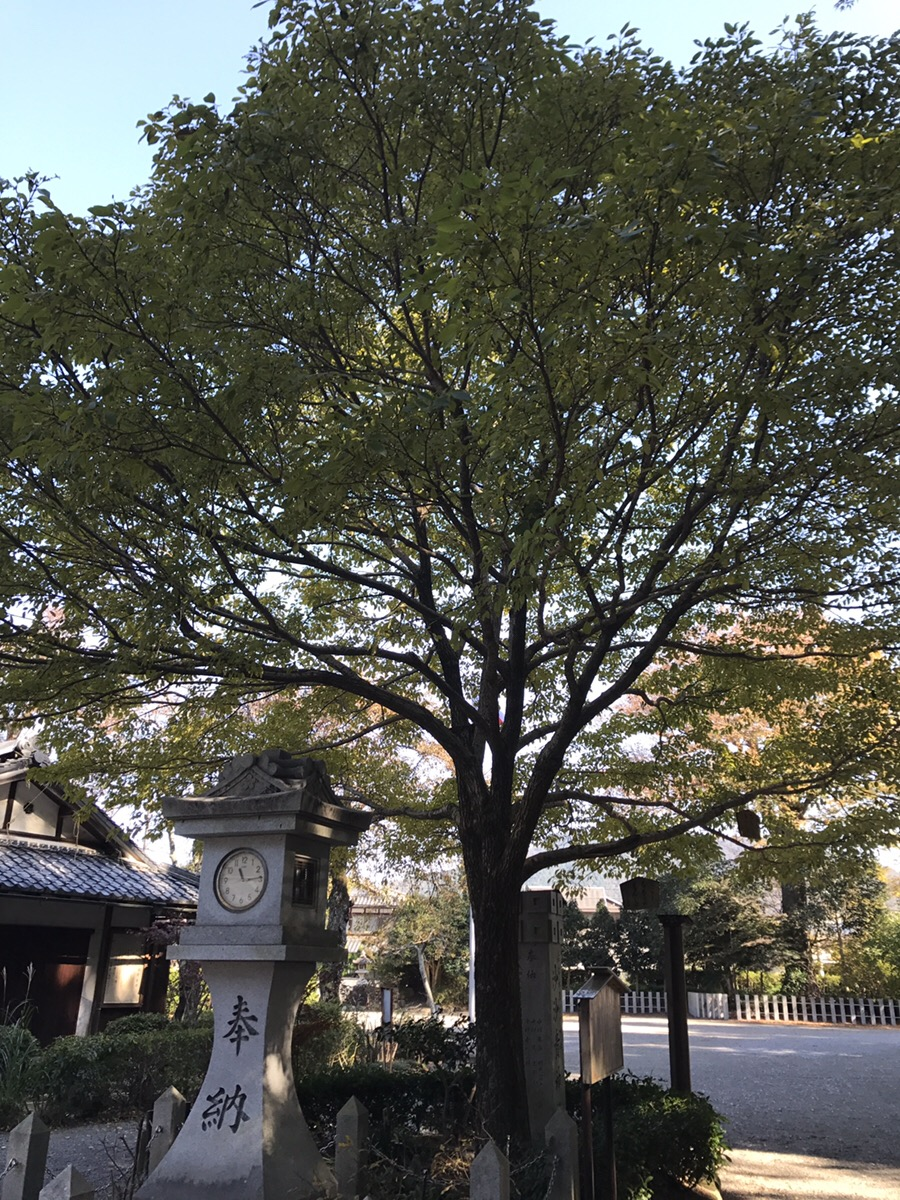
なんじゃもんじゃの木

- 本殿（滋賀県指定有形文化財） - 弘化5年（1848年）に丸亀藩主京極高朗により再建。建築物の建築構造は五間社流造、向拝三間、銅板葺。
- 透塀（滋賀県指定有形文化財）
- 幣殿
- 拝殿（滋賀県指定有形文化財） - 弘化5年（1848年）に京極高朗により再建。桁行・梁間とも三間、方形。
- 磐境 - 祭神：少彦名命、沙沙貴山君
- 中門（滋賀県指定有形文化財）
- 権殿（滋賀県指定有形文化財） - 中央の座祭神：置目姫命（おきめひめのみこと）・狭狭城山君の祖倭帒（やまとふくろ）宿禰の妹、源雅信公、源秀義（佐々木秀義）公、源氏頼（六角氏頼）公。東の座祭神：乃木希典命、乃木静子命。西の座祭神：沙沙貴郷、旧蒲生郡の明治・大正・昭和での戦没者参千七百余柱命。弘化5年（1848年）に京極高朗により再建。
- 乃木大将お手植えの松。
- 宝蔵
- 神輿蔵
- 祭器庫
- 海童神社
- 影友稲荷神社
- 加茂神社
- 愛宕神社
- 祇園社 - 祭神：八坂大神、津島大神
- 歳徳神社（恵方之社） - 祭神：歳徳神（としとくじん）。毎年、社の正面をその年の恵方の方角に向けて変えている。
- 十二支の石造群
- 干支の庭 - 中嶋登茂美作。
- さざれ石の庭
- 石灯籠（彌陀六燈籠、近江八幡市指定有形文化財）
- 絵馬殿
- 庭園「呑月（どんげつ）の庭」 - 1889年（明治22年）、勝元宗益による築庭。
- 東廻廊（滋賀県指定有形文化財） - 弘化5年（1848年）に京極高朗により再建。
- 西廻廊（滋賀県指定有形文化財） - 弘化5年（1848年）に京極高朗により再建。
- 楼門（滋賀県指定有形文化財） - 延享4年（1747年）再建。平安時代の様式。葭葺、二層門。扁額「沙沙貴神社」は有栖川宮熾仁親王の筆。
- 社務所
- 物品庫
- 旧源照殿（国登録有形文化財） - 元々は、1919年（大正8年）に東近江市五個荘金堂（こんどう）地区の外村（とのむら）家に建てられた、皇族に縁がある貴人用の宿泊所である。後に現在地に移築された。
- なんじゃもんじゃの木
- 百華苑
- 境外社
  - 若宮神社
  - 天満宮
  - 八幡神社
  - 恵比須神社
  - 琴平神社
  - 津島神社

## 文化財

### 国登録有形文化財
- 沙沙貴神社旧源照殿

### 滋賀県指定有形文化財
- 本殿
- 中門
- 透塀
- 権殿
- 拝殿
- 楼門
- 東回廊
- 西回廊

### 近江八幡市指定有形文化財
- 石灯籠

## 祭事
- 近江源氏祭（10月）

## 交通アクセス
- JR東海道本線（琵琶湖線）安土駅より徒歩10分
- 同駅または近江八幡駅（JR東海道本線(琵琶湖線)・近江鉄道八日市線(万葉あかね線)）からあかこんバスで沙沙貴神社停留所下車